# 宗形氏信
宗形 氏信（むなかたの うじのぶ）は宗像大社（現在の福岡県宗像市に存在）の第20代・第22代大宮司である。「宗形」は「宗像」とも表記する。宗形氏尚の子。子に氏実、氏故がいる。

## 関連書籍
- 神典翼: 第2巻, 第 2 巻. 国民精神文化研究所. (1939). p. 31 2021年7月20日閲覧。

| スタブアイコン | サブスタブ | この項目は、まだ閲覧者の調べものの参照としては役立たない、人物に関連した書きかけの項目です。この項目を加筆・訂正などしてくださる協力者を求めています（P:人物伝/PJ:人物伝）。 |